# Mevesia alternans
Mevesia alternans är en stekelart som först beskrevs av Wesmael 1845.  Mevesia alternans ingår i släktet Mevesia, och familjen brokparasitsteklar. Arten är reproducerande i Sverige.